# Pseudamycus bhutani
Pseudamycus bhutani är en spindelart som beskrevs av Zabka 1990. Pseudamycus bhutani ingår i släktet Pseudamycus och familjen hoppspindlar. Inga underarter finns listade i Catalogue of Life.